# Atrichopogon planetus
Atrichopogon planetus är en tvåvingeart som beskrevs av Yu och Liu 1995. Atrichopogon planetus ingår i släktet Atrichopogon och familjen svidknott.
Artens utbredningsområde är Sichuan (Kina). Inga underarter finns listade i Catalogue of Life.